# Busca de rellotge

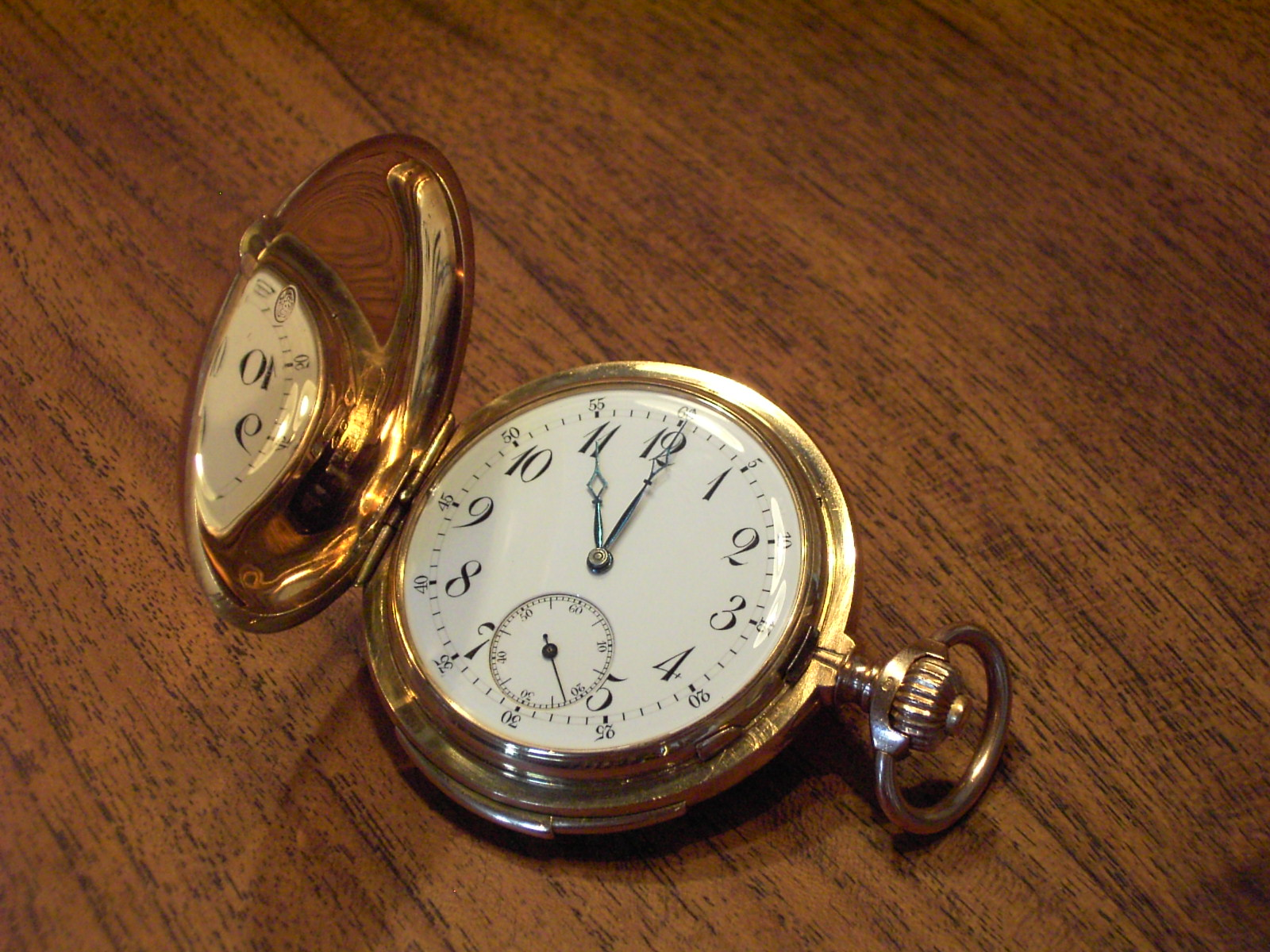
Rellotge amb 3 busques

En rellotgeria, una busca és cadascuna de les agulles, construïdes amb forma de barra llarga i punxeguda de metall o altre material que, en girar al voltant del centre de l'esfera dels rellotges, marquen les hores, minuts, o segons, o qualsevol altra indicació per a la qual s'hagi dissenyat el rellotge, per exemple: en un taquímetre hi ha una busca que indica la velocitat d'un vehicle entre dues marques.

## Descripció

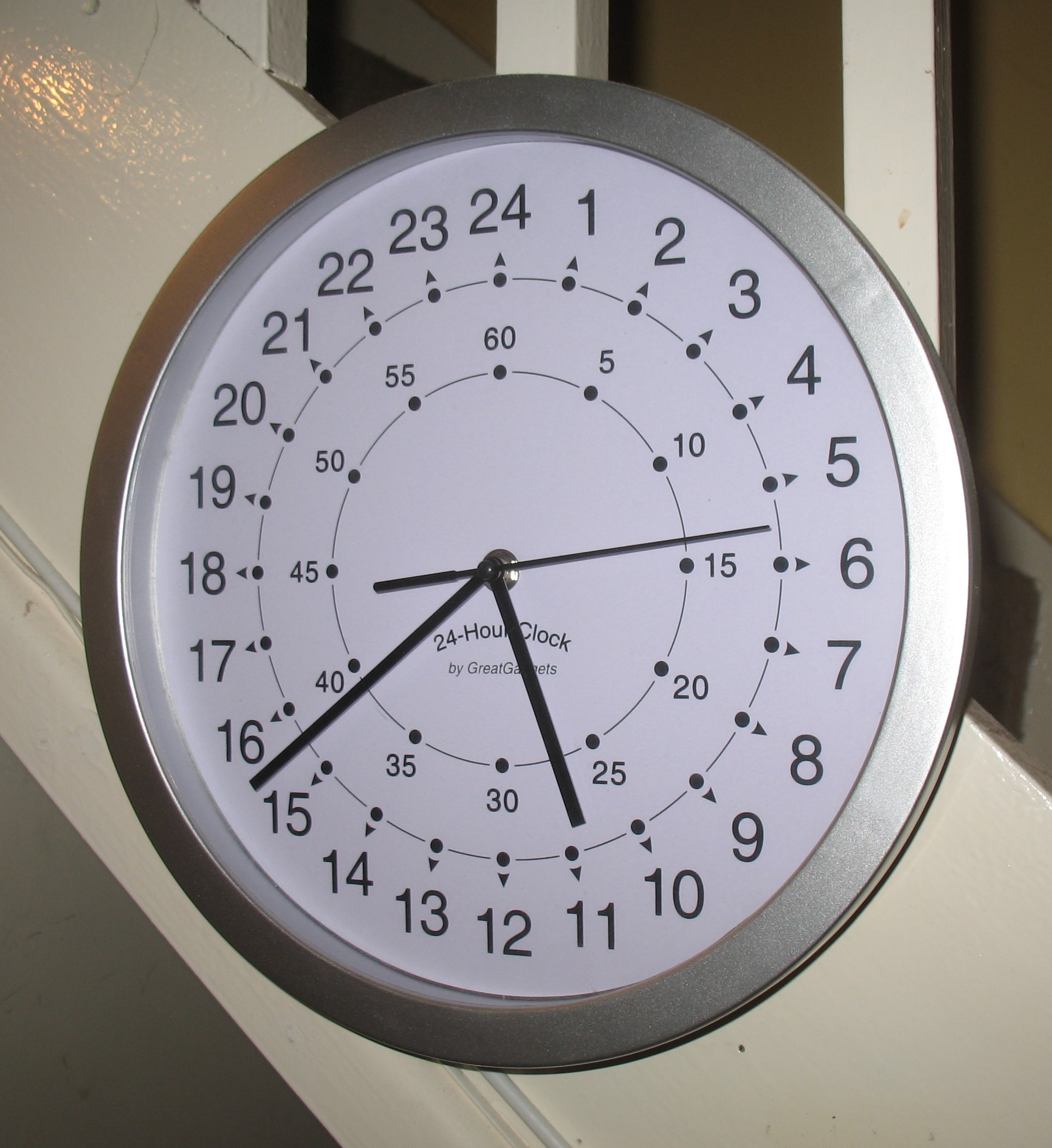
Un rellotge de quars modern amb 3 busques

L'hora es llegeix observant la col·locació de diverses "busques", que surten del centre de l'esfera:
- Una busca de les "hores" curta i gruixuda;
- Una busca dels "minuts" llarga i més fina;
- En alguns models, una busca de "segons" molt prima.

Les tres busques giren contínuament al voltant del dial en sentit dextrogir que també es coneix com sentit horari, en la direcció dels números creixents.
- La busca dels segons, es mou amb relativa rapidesa, trigant un minut complet (seixanta segons) a fer una rotació completa de 12 a 12. Per cada rotació de la busca dels segons, la busca dels minuts es mourà d'una marca de minut a la següent.
- La busca dels minuts gira més lentament al voltant del dial. Triga una hora (seixanta minuts) a fer una rotació completa de 12 a 12. Per a cada gir de la busca dels minuts, la busca de les hores es mourà d'una marca d'hora a la següent.
- La busca de les hores és la que es mou més lentament de totes, trigant dotze hores (mig dia) a fer una rotació completa. Comença a partir a les "12" a mitjanit, fa una rotació fins que torna a apuntar a les "12" al migdia, i successivament fa una altra rotació fins que torna a apuntar a les "12" a la mitjanit següent.

## Història

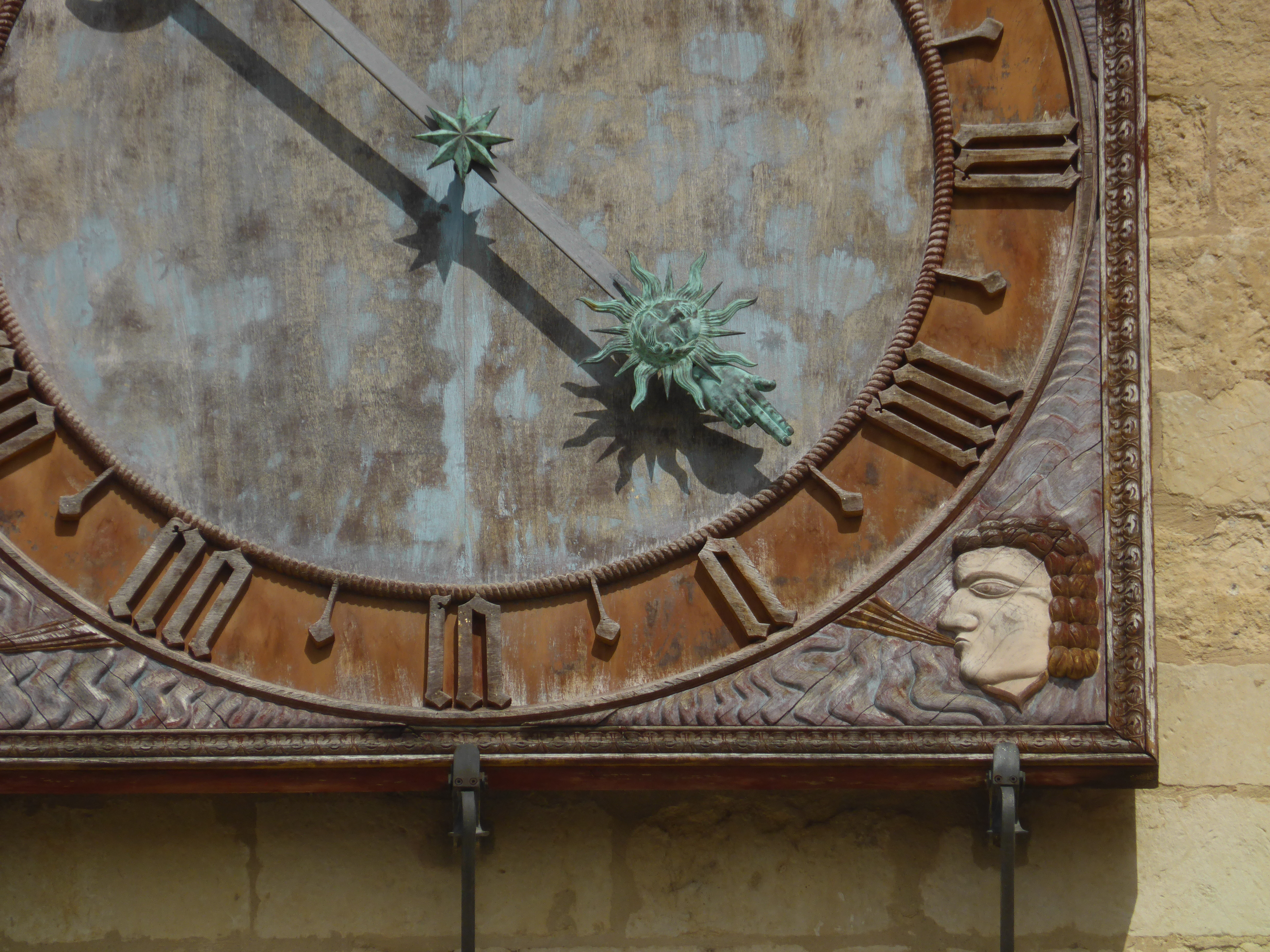
Busca del rellotge de la torre sud de la catedral de León, Espanya.

Els rellotges de campanar antics solien tenir una única busca. Per exemple, al rellotge de la torre sud de la catedral de Lleó, Espanya. 

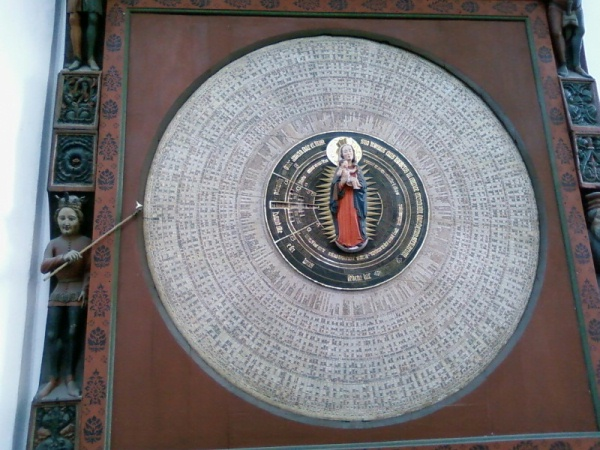
Esfera rotativa d'un rellotge del, església de Santa Maria, Gdańsk, Polònia

Els primers rellotges mecànics, construïts a l'Europa del segle xiii, eren rellotges de carilló : el seu objectiu era fer sonar les campanes a les hores canòniques, cridar a la comunitat local a la pregària. Aquests eren rellotges de torre instal·lats als campanars en llocs públics, per garantir que les campanes fossin audibles en una àrea àmplia. Poc després que aquests primers rellotges mecànics es posessin al seu lloc, els rellotgers es van adonar que les rodes es podien utilitzar per accionar un busca en un dial a l'exterior de la torre, on es podia veure àmpliament, perquè la població local pogués veure l'hora.
Cap a finals del segle xiv, una maneta fixa (un tros de fusta tallat en forma de maneta) indicava l'hora assenyalant els números en una esfera rotativa. Passada aquesta època, es va adoptar la convenció actual d'una maneta giratòria en una esfera fixa, tot i que al rellotge del Kremlin es va mantenir l'esfera rotativa fins al segle XVII. La "maneta dels minuts o minutera" (anomenada així perquè indicava les divisions menudes o "minuts" de l'hora) va començar a utilitzar-se habitualment cap a 1690, després que la invenció del pèndol i l'escapament d'àncora augmentessin la precisió temps suficient per justificar-les. En alguns rellotges de precisió, es va afegir una tercera maneta que es va batejar com "maneta dels segons o segundera/o", que gira una vegada per minut, en una sub-esfera separada (es va dir així perquè mesurava les "segones divisions" de l'hora). La convenció de les busques que es mouen en el sentit de les busques del rellotge es va prendre a imitació del rellotge de sol, ja que a l'hemisferi nord, on es va originar l'esfera del rellotge, l'ombra del gnòmon en un rellotge de sol horitzontal es mou, durant el dia, en el "sentit de les busques del rellotge".